# Municipio de Union (condado de Meade)
El municipio de Union (en inglés: Union Township) es un municipio ubicado en el condado de Meade en el estado estadounidense de Dakota del Sur. En el año 2010 tenía una población de 16 habitantes y una densidad poblacional de 0,18 personas por km².

## Geografía
El municipio de Union se encuentra ubicado en las coordenadas 44°37′38″N 102°10′44″O / 44.62722, -102.17889. Según la Oficina del Censo de los Estados Unidos, el municipio tiene una superficie total de 91.35 km², de la cual 90,8 km² corresponden a tierra firme y (0,6 %) 0,55 km² es agua.

## Demografía
Según el censo de 2010, había 16 personas residiendo en el municipio de Union. La densidad de población era de 0,18 hab./km². De los 16 habitantes, el municipio de Union estaba compuesto por el 100 % blancos. Del total de la población el 0 % eran hispanos o latinos de cualquier raza.